# Liste der Biografien/Cak
Liste der Biografien |
Portal Biografien |
Personensuche
# |
A |
B |
C |
D |
E |
F |
G |
H |
I |
J |
K |
L |
M |
N |
O |
P |
Q |
R |
S |
T |
U |
V |
W |
X |
Y |
Z |
?
 
Ca |
Cb |
Cc |
Ce |
Ch |
Ci |
Cj |
Ck |
Cl |
Cm |
Cn |
Co |
Cr |
Cs |
Ct |
Cu |
Cv |
Cw |
Cy |
Cz
 
Caa–Cag |
Cah |
Cai |
Caj |
Cak |
Cal |
Cam |
Can |
Cao–Cap |
Caq |
Car |
Cas |
Cat–Caz
Die Liste der Biografien führt alle Personen auf, die in der deutschsprachigen Wikipedia einen Artikel haben. Dieses ist eine Teilliste mit 73 Einträgen von Personen, deren Namen mit den Buchstaben „Cak“ beginnt.

## Cak

### Caka
- Çaka Bey († 1092), seldschukischer Bey und Pirat
- Cakaj, Gent (* 1990), albanischer Politiker (PS)
- Cakal (* 2001), türkischer RapperCakal (* 2001)

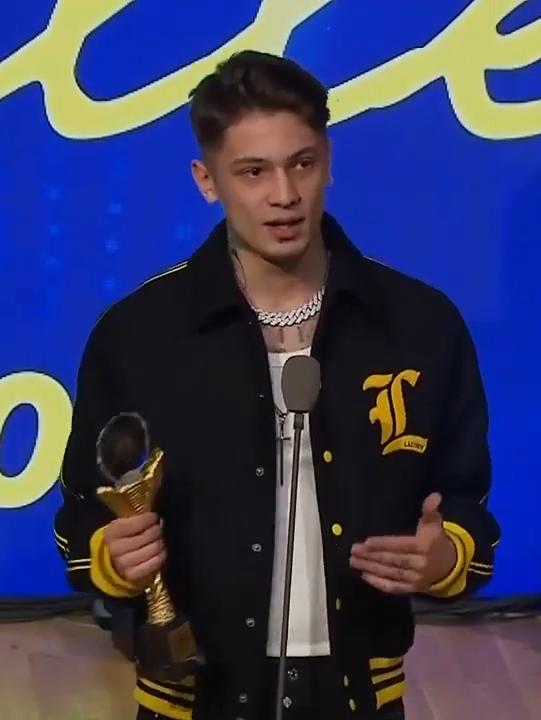
Cakal (* 2001)

- Çakan, Myra, deutsche Cyberpunk-Autorin und Journalistin
- Čákanyová, Viera (* 1980), slowakische Drehbuchautorin, Filmregisseurin und Filmeditorin
- Çakar, Ahmet (* 1962), türkischer Fußballschiedsrichter
- Çakar, Mahir (* 1945), türkischer Hornist
- Çakar, Mert (* 1992), türkischer Fußballspieler
- Çakar, Önder, türkischer Drehbuchautor, Schauspieler und Produzent
- Çakar, Yıldız (* 1978), türkisch-kurdische Autorin und Journalistin
- Cakarevic, Sara (* 1997), französische Tennisspielerin

### Cakc
- Cakciri, Genci (* 1982), albanischer Tennisspieler

### Cake
- Cake, Henry L. (1827–1899), US-amerikanischer Politiker
- Cake, Jonathan (* 1967), britischer Schauspieler

### Caki
- Çakıcı, Ahmet (* 1963), deutsch-türkischer Ringer
- Çakıcı, Alaattin (* 1953), türkischer Mafiaboss
- Çakici, Şirvan-Latifah (* 1980), deutsche Politikerin (SPD), MdBB, Vorstand Bremische Bürgerschaft der 17. Legislaturperiode
- Çakıl, Fethiye (1933–2009), türkische Bürgerin
- Çakır Alptekin, Aslı (* 1985), türkische Mittelstrecken- und Hindernisläuferin
- Çakır, Ahmet (* 1943), türkisch-deutscher Ergonom und Autor zahlreicher Bücher zur Ergonomie und Beleuchtung
- Çakır, Ahmet (* 1964), türkischer Politiker (AKP), Oberbürgermeister von Malatya
- Çakır, Batuhan (* 2001), türkischer Dreispringer
- Çakır, Cüneyt (* 1976), türkischer FußballschiedsrichterCüneyt Çakır (* 1976)

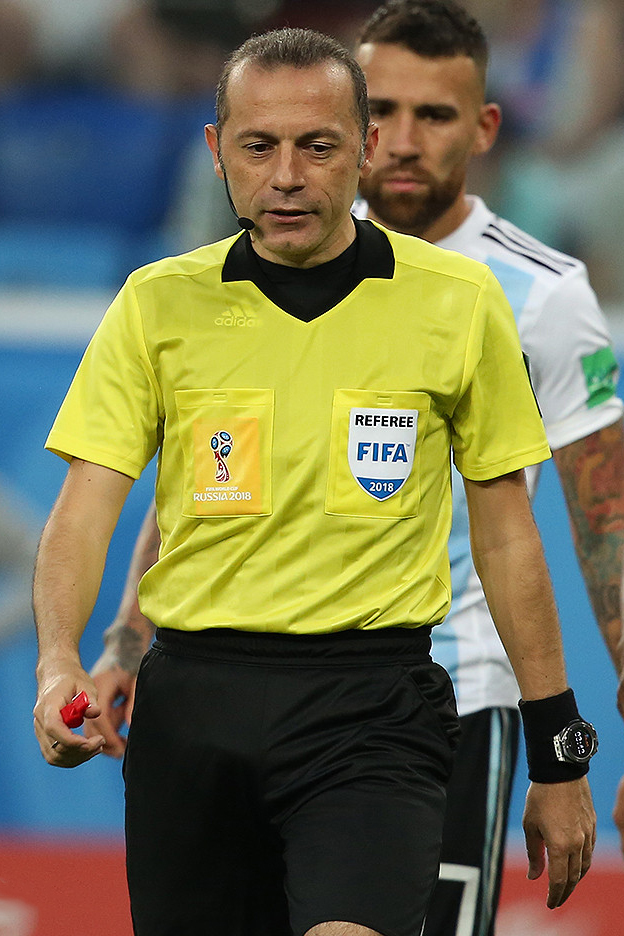
Cüneyt Çakır (* 1976)

- Çakır, Deniz (* 1981), türkische Schauspielerin
- Çakır, Ergün (* 1983), niederländisch-türkischer Fußballspieler
- Çakır, Fatih (* 1990), türkischer Fußballspieler
- Çakır, Gökhan (* 1987), türkischer Fußballspieler
- Çakır, Hamza (* 1985), deutsch-türkischer Fußballspieler
- Çakır, Köksal (* 1974), deutscher Karateka
- Çakır, Mehmet (* 1984), türkischer Fußballspieler
- Çakır, Merve (* 1994), deutsch-türkische Schauspielerin
- Çakır, Murat (* 1960), türkisch-deutscher Politiker (WASG, Die Linke)
- Çakır, Mustafa (* 1986), türkischer Fußballspieler
- Çakır, Rıdvan (1945–2017), türkischer Diplomat
- Çakır, Sabri (1955–2024), türkischer Lehrer und Lyriker
- Çakır, Seher (* 1971), österreichisch-türkische Lyrikerin und Erzählerin
- Çakır, Sena (* 1994), türkische Schauspielerin
- Çakır, Uğurcan (* 1996), türkischer Fußballtorhüter
- Çakır, Ushan (* 1984), türkischer Schauspieler
- Çakir-Mattner, Naime (* 1969), deutsche Islamwissenschaftlerin
- Çakırefe, Burhanettin (* 1987), türkischer Fußballspieler
- Çakıroğlu İsmail Ağa (1787–1839), osmanischer Ağa und Derebey im Bezirk Of
- Çakıroğlu, Buse Naz (* 1996), türkische Boxerin
- Çakıroğlu, Fatih (* 1981), türkischer Ringer
- Çakıroğlu, Hüseyin (1957–1986), türkischer Fußballspieler

### Cakl
- Cakl, Tomáš (* 1981), tschechischer Tennisspieler
- Čaklovica, Faruk (* 1953), bosnischer Veterinärmediziner; Rektor der Universität Sarajewo

### Cakm
- Çakmak, Fevzi (1876–1950), Feldmarschall und Generalstabschef der türkischen ArmeeFevzi Çakmak (1876–1950)

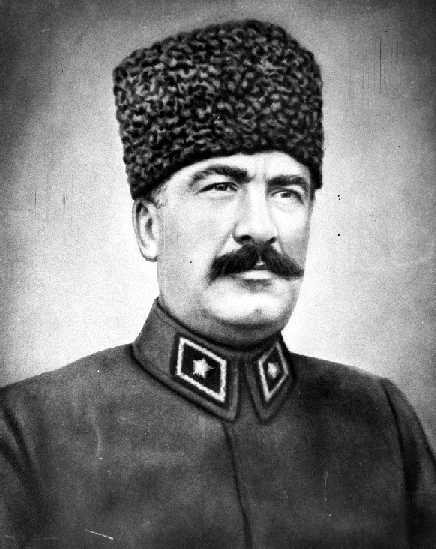
Fevzi Çakmak (1876–1950)

- Çakmak, İlyas (* 1988), türkischer Fußballspieler
- Çakmak, İshak (* 1992), türkischer Fußballspieler
- Çakmak, Mustafa (1909–2009), türkischer Ringer
- Çakmak, Sedef (* 1982), türkische Politikerin und LGBT-Aktivistin
- Çakmak, Yasin (* 1985), türkischer Fußballspieler
- Cakmakli, Sabrina (* 1994), deutsche Freestyle-Skierin
- Çakmaklı, Serpil (* 1962), türkische Schauspielerin
- Çakmakoğlu, Sabahattin (1930–2024), türkischer Politiker

### Cako
- Cako, Cem (* 1977), deutsch-nordmazedonischer postkonzeptueller Künstler
- Cakó, Ferenc (* 1950), ungarischer Animationskünstler, Grafiker sowie Professor für 3D-Animation
- Çako, Hito (1923–1975), albanischer kommunistischer Politiker und General
- Cako, Jacqueline (* 1991), US-amerikanische Tennisspielerin
- Çako, Pirro (* 1965), albanischer Musiker
- Cakobau, George (1912–1989), fidschianischer Politiker
- Cakobau, Seru Epenisa (1815–1883), erster und letzter König Fidschis (Tui Viti) und Vunivalu von Bau
- Cakobau-Talakuli, Samanunu (1940–2012), fidschianische Häuptling, Politikerin und Diplomatin

### Cakr
- Čakrt, Michael (1924–1997), tschechischer Komponist, Musiklehrer, Organist und Chorleiter, und Verfolgter des Kommunismus in der Tschechoslowakei

### Caks
- Čaks, Aleksandrs (1901–1950), lettischer Schriftsteller
- Čakša, Anda (* 1974), lettischer Kinderärztin und Politikerin
- Čakšs, Gatis (* 1995), lettischer Leichtathlet
- Čakste, Jānis (1859–1927), lettischer Politiker

### Cakt
- Caktiong, Tony Tan (* 1953), philippinischer Unternehmer

### Caku
- Çaku, Kler (* 2010), albanische Schachspielerin
- Cakü, Peter Louis (1952–2020), myanmarischer Geistlicher, römisch-katholischer Bischof von Kengtung
- Cakuls, Jānis (1926–2022), lettischer Geistlicher, römisch-katholischer Weihbischof in Riga